# 1960年ローマオリンピックのアメリカ合衆国選手団
1960年ローマオリンピックのアメリカ合衆国選手団（1960ねんローマオリンピックのアメリカせんしゅだん）は、1960年8月25日から9月11日にかけてイタリアの首都ローマで開催された1960年ローマオリンピックのアメリカ合衆国選手団、およびその競技結果。

## 概要
今大会は金メダル34個、銀メダル21個、銅メダル16個の合計71個のメダルを獲得した。
陸上競技では、リー・カルホーンが男子110mハードルで金メダルを獲得、400mハードルではグレン・デービスが男子400mハードルで金メダルを獲得、それぞれ1956年メルボルンオリンピックに続いて2連覇を達成した。

## メダル
| メダル | 選手名                                                                          | 競技 | 種目                     |
| ------ | ------------------------------------------------------------------------------- | ---- | ------------------------ |
| 金     | オーティス・デービス                                                            | 陸上 | 男子400m                 |
| 金     | リー・カルホーン                                                                | 陸上 | 男子110mハードル         |
| 金     | グレン・デービス                                                                | 陸上 | 男子400mハードル         |
| 金     | ジャック・イェルマン アール・ヤング グレン・デービス オーティス・デービス       | 陸上 | 男子4×400mリレー         |
| 金     | ラルフ・ボストン                                                                | 陸上 | 男子走幅跳               |
| 金     | ドン・ブラッグ                                                                  | 陸上 | 男子棒高跳               |
| 金     | ビル・ニーダー                                                                  | 陸上 | 男子砲丸投               |
| 金     | アル・オーター                                                                  | 陸上 | 男子円盤投               |
| 金     | レイファー・ジョンソン                                                          | 陸上 | 男子十種競技             |
| 金     | ウィルマ・ルドルフ                                                              | 陸上 | 女子100m                 |
| 金     | ウィルマ・ルドルフ                                                              | 陸上 | 女子200m                 |
| 金     | マーサ・ハドソン ルシンダ・ウィリアムズ バーバラ・ジョーンズ ウィルマ・ルドルフ | 陸上 | 女子4×100mリレー         |
| 金     | ビル・マリケン                                                                  | 競泳 | 男子200m平泳ぎ           |
| 金     | マイケル・トロイ                                                                | 競泳 | 男子200mバタフライ       |
| 金     | ジョージ・ハリスン リチャード・ブリック マイケル・トロイ ジェフリー・ファレル   | 競泳 | 男子4×200m自由形リレー   |
| 金     | フランク・マッキニー ポール・ハルト ランス・ラーソン ジェフリー・ファレル       | 競泳 | 男子4×100mメドレーリレー |
| 金     | クリスチン・フォンサルツァ                                                      | 競泳 | 女子400m自由形           |
| 金     | リン・バーク                                                                    | 競泳 | 女子100m背泳ぎ           |
| 金     | カロリン・シューラー                                                            | 競泳 | 女子100mバタフライ       |
| 金     | リン・バーク パティ・ケンプナー カロリン・シューラー クリスチン・フォンサルツァ | 競泳 | 女子4×100mメドレーリレー |
| 銀     | デヴィッド・シム                                                                | 陸上 | 男子100m                 |
| 銀     | レスター・カーニー                                                              | 陸上 | 男子200m                 |
| 銀     | ウィリー・メイ                                                                  | 陸上 | 男子110mハードル         |
| 銀     | クリフトン・クッシュマン                                                        | 陸上 | 男子400mハードル         |
| 銀     | アーヴィン・ロバーソン                                                          | 陸上 | 男子走幅跳               |
| 銀     | ロン・モリス                                                                    | 陸上 | 男子棒高跳               |
| 銀     | パリー・オブライエン                                                            | 陸上 | 男子砲丸投               |
| 銀     | リンク・バブカ                                                                  | 陸上 | 男子円盤投               |
| 銀     | クリスチン・フォンサルツァ                                                      | 競泳 | 女子100m自由形           |
| 銀     | ランス・ラーソン                                                                | 競泳 | 男子100m自由形           |
| 銀     | フランク・マッキニー                                                            | 競泳 | 男子100m背泳ぎ           |
| 銅     | ヘイズ・ジョーンズ                                                              | 陸上 | 男子110mハードル         |
| 銅     | リチャード・ハワード                                                            | 陸上 | 男子400mハードル         |
| 銅     | ジョン・トーマス                                                                | 陸上 | 男子走高跳               |
| 銅     | ダラス・ロング                                                                  | 陸上 | 男子砲丸投               |
| 銅     | ディック・コクラン                                                              | 陸上 | 男子円盤投               |
| 銅     | アーリーン・ブラウン                                                            | 陸上 | 女子砲丸投               |
| 銅     | ジョージ・ブリーン                                                              | 競泳 | 男子1500m自由形          |
| 銅     | ロバート・ベネット                                                              | 競泳 | 男子100m背泳ぎ           |